# なかよしビクトリーズ
なかよしビクトリーズは、かつてフリーで活動していたお笑いコンビ。当初はホリプロコムに所属していた。
2009年2月1日結成（当時のコンビ名は「オレンジサンセット」）。2016年5月31日に解散し、2018年4月21日に再結成（当時のコンビ名は「新オレンジサンセット」。2019年2月7日に「なかよしビクトリーズ」と改名）するも、2020年10月31日に再解散した。

## メンバー
岡田 康太（おかだ こうた、1990年9月1日（34歳） - ）
- ツッコミ、ネタ作り担当。立ち位置は向かって左。
- 奈良県出身。奈良県立王寺工業高等学校卒業。A型。身長163cm、体重58kg。

下村 達也（しもむら たつや、1990年10月12日（34歳） - ）
- ボケ担当。立ち位置は向かって右。
- 奈良県出身。奈良県立桜井高等学校卒業、短大中退。A型。身長171cm、体重60kg。
- 趣味は音楽鑑賞、ラーメン屋巡り、コンビニ巡り、プロ野球観戦、プロ野球名鑑を読むこと[3]。
- 特技は口笛、50m走（5秒台）。
- 子供の頃好きだった芸人はグッチ裕三[3]。
- 芸人になる前は、ロックバンドのボーカルもしていたことがあった[3]。
- 一度目のコンビ解散後に芸能界を引退。2016年6月11日には新宿のネイキッドロフトにて、芸人仲間による引退セレモニーが行われた[4]。
- 引退後から再結成までの間、神田のラーメン店で働いていた[5]。
- フリーアナウンサーの花崎阿弓はいとこ。
- 2019年5月、IgA腎症に罹患。一時活動を休止していたが、その後療養しつつ活動を再開した。
- 2020年10月の再解散後、2021年1月26日に自身のツイッターアカウントにて故郷の奈良へと戻る事を明かし、2021年2月28日にMBSラジオにて放送された番組「芸人引退特番〜僕、今日で芸人やめます〜」を最後に芸人としての活動を終了した[6]。

## 来歴

### アマチュア時代
中学生の時、岡田は『M-1甲子園』のことを知り、高校生になったら出たいと思い、相方を探しているうちに下村の面白さを知った。中学3年生の時に岡田と下村は同じクラスになり、ある日岡田が下村のそばに来て無理矢理な形で漫才を始めたところ、教室中大爆笑になったという。それまで下村は岡田と話したこともなかったという。
高校進学後、M-1甲子園へ『ロシア計画』というコンビ名で出場。2006年は三重予選大会優勝、2007年、2008年は2年連続で大阪予選大会優勝といった記録を立ち上げる。

### プロデビュー
2009年、『新しい波16』への出演をきっかけにアマチュアながら『ふくらむスクラム!!』のレギュラーに抜擢される。後続番組『1ばんスクラム!!』にもレギュラー出演（この影響から両者共に平成生まれだがお笑い第7世代でなく、実質的には第6世代に分類される）。
その際に「ロシア計画というコンビ名はテレビ向きじゃないし、名前が怪しいから変えて欲しい」とテレビ局の人に言われたため、『オレンジサンセット』に改名。コンビ名はJUDY AND MARYの曲『Hello! Orange Sunshine』に由来し、「爽やかで響きがいい」という理由で決定した。また、結成以降もこの曲を出囃子として使用している。
2010年1月1日付でホリプロコムに所属。同年のM-1グランプリで3回戦へ進出し、2011年・2014年のTHE MANZAIでは2回戦へ進出。

### 一度目の解散
2016年5月13日、ホリプロコム公式ホームページにて同月31日をもって解散する事が発表された。また、同日に双方のブログにて2016年3月29日に下村が岡田に芸人引退の意向を申し入れていた事が明かされた。下村は芸能界を引退。岡田は芸人活動を継続するも、ホリプロコムを退社。
2016年7月30日、岡田が新コンビ結成記者会見を開催し、宰務翔太（元サンストレンジ）と「プルメリアンズ」を結成する事を発表。当初はフリーで活動していたが2017年に「カハラ」と改名し、吉本興業所属となる。しかし、2017年10月に解散。

### 再結成、その後
2018年4月21日、下村の芸能界復帰が決まり『新オレンジサンセット』として再結成。同日に下北沢シアターミネルヴァにて、トークライブ「助長〜erection〜」を開催。同年5月5日に同会場にて、フワちゃん・こゝろ・ドラゴンヘルパー竜介をゲストに迎え、単独ライブ「復活〜booger〜」を開催する。
2019年2月7日深夜放送の「四千頭身のオールナイトニッポン0（ZERO）」にゲスト出演し、番組内で新オレンジサンセットを改名させるコーナーが展開された。リスナーが提案した「なかよし」、四千頭身・石橋が提案した「ビクトリー」を採用する形で、『なかよしビクトリーズ』に改名する事が決定。
2019年5月に下村がIgA腎症に罹患したことが判明し、療養の為コンビでの活動を休止。しかしその後も入退院を繰り返しながら活動を再開し、同年のM-1グランプリでは3回戦へと進出した。
2020年10月24日、自身のネットラジオ番組「なかよしビクトリーズのオレンジサンセット」放送内にて、同月31日をもって再解散する事が発表された。

## 賞レース戦績

### ロシア計画（アマチュア時代）
- 2006年 第4回M-1甲子園 三重予選 優勝
- 2007年 第5回M-1甲子園 大阪予選 優勝
- 2007年 M-1グランプリ 2回戦進出
- 2008年 第6回M-1甲子園 大阪予選 優勝
- 2008年 M-1グランプリ 2回戦進出

### オレンジサンセット
- 2009年 M-1グランプリ 2回戦進出
- 2010年 M-1グランプリ 3回戦進出
- 2011年 THE MANZAI 2回戦進出
- 2014年 THE MANZAI 2回戦進出
- 2015年 M-1グランプリ 2回戦進出

### 新オレンジサンセット
- 2018年 M-1グランプリ 2回戦進出

### なかよしビクトリーズ
- 2019年 M-1グランプリ 3回戦進出
- 2020年 M-1グランプリ 1回戦敗退

## 出演

### テレビ
- 新しい波16（フジテレビ、2009年3月9日）
- ふくらむスクラム!!（フジテレビ）※レギュラー出演
- 1ばんスクラム!!（フジテレビ）※レギュラー出演
- キャンパスナイトフジ（フジテレビ、2009年8月28日）※岡田のみ
- オンバト+（NHK）戦績0勝5敗 最高353KB
- なべあちっ!（フジテレビ、2010年8月23日）
- 新春 鶴瓶大新年会（フジテレビ、2011年1月1日）
- おもろゲ動画SHOW（TBSテレビ、2011年1月19日）
- ウケウリ!! 〜天野QC研究所（日本テレビ、2011年2月25日 - 2011年4月1日）
- PON!（日本テレビ、2011年9月15日）
- 笑う新選組（テレ朝チャンネル、2011年11月18日）
- みひろと○○芸人（TOKYO MX）※レギュラー出演
- 芸人報道（日本テレビ、2012年7月30日）※岡田のみ
- 徳井と後藤と麗しのSHELLYが今夜くらべてみました（日本テレビ、2012年10月16日）※下村のみ
- 中居正広の世界はスゲェ!ココまで調べましたSP（フジテレビ、2011年8月16日 - 2013年1月8日  ）※レギュラー出演
- めざましテレビ（フジテレビ、2013年1月8日  ）
- 桜Trick（TBSテレビ、2014年2月14日）第6話、男子生徒役[16]
- うつけもん（フジテレビ、2014年6月19日）
- ときめきサンデー（TOKYO MX、2014年9月21日）
- 爆笑ファクトリーハウス笑けずり（NHK BSプレミアム、2015年8月14日〜全7回）
- 教えて！ココロくん（TBS、2015年10月26日）※岡田のみ
- センニュウ★感（テレビ東京）※準レギュラー出演
- 特捜警察ジャンポリス（テレビ東京、2015年2月27日、3月6日、11月6日、20日、2016年〜遊戯王企画レギュラー）※岡田のみ
- バクモン学園!!住んでみた。（テレビ朝日、2018年2月20日)
- 新shock感（テレビ東京、2018年6月2日）
- 前略、西東さん（中京テレビ、2014年11月29日、2018年9月8日）
- 水曜日のダウンタウン（TBSテレビ、2021年6月23日）※下村のみ
  - アミ（ポンループ）の「知り合いの中から好きな人順に告白していけば、誰でもさすがに100人以内で恋人できる説」に元芸人として出演

### CM
- JAバンク「松下奈緒に言われたら」篇 ※岡田のみ
- au「800MHz/スポ根ドラマ」篇 ※岡田のみ
- スニッカーズ「応援」篇 ※岡田のみ
- DeNA「マンガボックス読んでる選手権」篇 ※岡田のみ

### ラジオ
- 芸人引退特番〜僕、今日で芸人やめます〜（MBSラジオ、2021年2月28日）※下村のみ

### ネット配信
- オレンジサンセットの半熟劇場（GYAO!、2011年8月28日 - ）
- 人志松本のすべらない話「WEB限定スペシャル動画」※岡田のみ
- レノボ「DAJALENOVO（ダジャレノボ）」キャンペーン
- アニマルクッキング「かどや製油公式チャンネル」※岡田のみ

### ネットラジオ
- なかよしビクトリーズのオレンジサンセット（GERA放送局、毎週土曜日20時放送）

### 岡田
- 岡田康太 株式会社パッチューネ公式プロフィール
- 岡田康太 (@morumokoko) - X（旧Twitter）
- 岡田軍団 (@okadakai_since2019) - Instagram
- 岡田(岡田を追え‼︎) (@kotaokada0901) - Instagram
- 岡田を追え!! - YouTubeチャンネル
- オレンジサンセット岡田オフィシャルブログ「徒然雑草」by Ameba（現ブログ・2016年以降更新無し）

### 下村
- 下村達也 (@sunset_1012) - X（旧Twitter）
- もへの方向性ブレブレチャンネル - YouTubeチャンネル
- 公式Radiotalkチャンネル「もへの方向性ブレブレィディオ」
- オレンジサンセット下村オフィシャルブログ「明日も昨日も遠く離れてる」by Ameba（現ブログ・2016年以降更新無し）